# Siedliska (powiat koniński)
Siedliska – wieś w Polsce położona w województwie wielkopolskim, w powiecie konińskim, w gminie Sompolno, w sołectwie Mąkolno.
W roku 1930 z inicjatywy nauczyciela Kazimierza Rakowskiego we wsi utworzono powszechną szkołę siedmioklasową. W latach 1975–1998 miejscowość administracyjnie należała do województwa konińskiego.
W gminnej ewidencji zabytków ujęty jest siedliski cmentarz ewangelicko-augsburski z końca XIX wieku. Mieszkańcy Siedlisk wyznania katolickiego przynależą do parafii św. Andrzeja Apostoła w Mąkolnie.